# ホペイオオクワガタ
ホペイオオクワガタまたはホーペオオクワガタ (Dorcus hopei) は、コウチュウ目クワガタムシ科クワガタ属オオクワガタ亜属の1種である。中国に生息するホペイオオクワガタと、日本などに生息するオオクワガタの2亜種に分類されている。
種小名の hopei は、昆虫(甲虫)学者フレデリック・ウィリアム・ホープに対する献名である。

## 形態
体長はオスが21 - 78mm、飼育下82.7mm(2003年)、メスが22 - 48mm飼育下54mm
オオクワガタの大型種では、大型個体になるほど内歯（内側のトゲ）が先端方向に位置し、前方を向いている傾向があるが、本種では特にその傾向が強い。また、大アゴの付け根近くにある突起も特にはっきりしている。
ホペイオオクワガタの方が少し大型で、体が太く、大アゴが太く、湾曲が強い傾向があるが、違いが分からない個体も多い。
ホペイオオクワガタの大型個体では、主歯と内歯が重なっているタイプがよく知られているが、日本のオオクワガタでは主歯と内歯が重なっている個体は見つかっていない。

## 分布
中国、朝鮮半島、日本

## 生態
平地から山地までの広葉樹の森林に生息し、生息数は少ない。
成虫は、夜行性であり、広葉樹の樹液を餌としている。
オスは樹液が出る大木の洞を縄張りとしている。メスと同居していることもある（メイトガード）。
メスはオスの縄張りや産卵場所を求めて飛び歩く。成虫での寿命は2 - 5年である。
メスは、幹が太く、白色腐朽した広葉樹の立枯れの地上部分に産卵し、卵から孵化までは約1か月である。
幼虫は朽木の中で生活し、その朽木を食べて育つ。幼虫期間は、生育場所や温度条件、性別、個体差によって幅があり、6か月 - 2年である。メスの方が早く成熟する傾向がある。
蛹になるために、春に蛹室を作り始めて、約1か月かけて蛹となり（前蛹）、蛹から羽化までは約1か月である。初夏に羽化した個体は、羽化から約2か月たってから蛹室を出て、その夏に活動を開始する。晩夏から秋にかけて羽化した個体は、そのまま蛹室で越冬し、翌年の夏に活動を開始する。
中国の広西壮族自治区ではホペイオオクワガタとクルビデンスオオクワガタは同所的に見出される。2000年より以前はホペイオオクワガタとクルビデンスオオクワガタは同一種の別亜種とされていたが、混生地域の存在と、形態の特徴の違いから別種となった。また、遺伝的に最も近いグランディスオオクワガタとの混生地域は、まだ見つかっていない。

## 分類
ホペイオオクワガタは、2亜種に分類されている。
ミトコンドリアDNA解析の結果から、ホペイオオクワガタから枝分れしたのがオオクワガタであることが分かった。
ホペイオオクワガタ・原名亜種 Dorcus hopei hopei
中国（黄河以南）。オスは最大で78mm、メスの体長は不明。
体や大アゴがやや太い。大型個体では主歯と内歯が重なる。生育期間がやや短い。
オオクワガタ（ビノデュロサスオオクワガタ） D. h. binodulosus
日本、朝鮮半島、中国北東部。オスは21 - 76.5mm、メスは22 - 48mm。
体や大アゴがやや細い。大型個体でも主歯と内歯は重ならない。生育期間がやや長い。